# Appuntamento con la luna
Appuntamento con la luna è un album del cantante italiano Fred Bongusto, pubblicato dall'etichetta discografica Ricordi nel 1984.
L'album è prodotto dallo stesso interprete, che partecipa alla composizione di 8 dei 10 brani.
Dal disco viene tratto il singolo Vivi la tua musica/Quello che ti porta a Rio.

## Tracce

### Lato A
1. Vivi la tua musica
2. Appuntamento con la luna
3. "O ccafè"
4. Air Mail
5. Se durmesse

### Lato B
1. Ti amo fortissimo
2. Io con te
3. 'O mare
4. Timidezza
5. Quello che ti porta a Rio